# Mehelya laurenti
Mehelya laurenti är en ormart som beskrevs av De Witte 1959. Mehelya laurenti ingår i släktet Mehelya och familjen snokar. Inga underarter finns listade i Catalogue of Life. Arten listades tidvis i släktet Gonionotophis. Släktena Mehelya respektive Gonionotophis tillhör enligt The Reptile Database familjen Lamprophiidae.
Denna orm lever i centrala och kanske även i västra Kongo-Kinshasa. Honor lägger ägg.